# Californication (음반)
| 전문가 평가          | 전문가 평가 |
| 평가 점수            | 평가 점수   |
| 출처                 | 점수        |
| -------------------- | ----------- |
| AllMusic             | [ 2 ]       |
| Entertainment Weekly | B+          |
| The Guardian         | [ 4 ]       |
| Los Angeles Times    | [ 5 ]       |
| Mojo                 | [ 6 ]       |
| NME                  | 6/10        |
| Pitchfork            | 6.8/10      |
| Q                    | [ 9 ]       |
| Rolling Stone        | [ 10 ]      |
| Uncut                | [ 11 ]      |

《Californication》은 미국의 록 밴드 레드 핫 칠리 페퍼스의 일곱 번째 스튜디오 음반이다. 1999년 6월 8일, 워너 브라더스 레코드에 발매되었으며, 릭 루빈이 프로듀싱을 맡았다. 《Californication》는 이전에 《Mother's Milk》와 《Blood Sugar Sex Magik》에 참여했던 존 프루시안테가 데이브 나바로의 뒤를 이어 밴드의 기타리스트로 복귀한 것을 의미했다. 프루시안테의 복귀는 나바로로 녹음된 음악에서 눈에 띄는 스타일의 변화를 일으키며 밴드의 사운드를 완전히 바꾼 공로를 인정받았다. 이 음반의 주제 자료는 밴드와 공통적으로 연관되어 있는 다양한 성적인 요소를 포함시켰지만, 또한 죽음, 자살에 대한 사색, 캘리포니아, 마약, 세계화, 여행 등 이전의 외출보다 더 다양한 주제를 담고 있었다.
《Californication》은 레드 핫 칠리 페퍼스의 가장 상업적으로 성공한 스튜디오 앨범으로, 전 세계적으로 1,500만 장 이상이 팔렸고, 미국에서만 700만 장 이상이 팔렸다. 2002년 현재 이 음반은 유럽에서 4백만 장 이상이 팔렸다. 이 음반은 〈Otherside〉, 〈Californication〉 그리고 그래미 어워드 수상작 〈Scar Tissue〉를 포함한 이 밴드를 위한 몇 개의 히트곡을 만들어냈다. 《Californication》는 미국 빌보드 200에서 3위로 정점을 찍었다.
《롤링 스톤》의 그레그 테이트는 "기존의 모든 칠리 페퍼스 프로젝트들이 매우 활발했지만, 《Californication》은 영적이고 통찰력 있는 것이 될 수 있다"고 언급했다. 또 다른 평론가인 《빌보드》의 폴 버나는 이 음반이 이전 6장의 음반과는 달리 "그 그룹의 부드럽고 멜로디적인 면"을 이끌어냈다고 언급했다.

## 상업적 성과
미국에서는 이 음반이 데뷔하여 1999년 6월 26일 주 빌보드 200에서 18만 9천 장이 팔리면서 3위로 정점을 찍었다. 다음 주에는 7위로 떨어졌고 100주 동안 차트에 올랐다. 2016년 6월 28일 미국 음반 산업 협회로부터 6배의 플래티넘을 선적하여 인증받았다.
영국에서 데뷔하여 1999년 6월 16일에 5위로 정점을 찍었고, 그 다음 주에는 7위로 떨어졌고, 그 음반은 1609주 동안 차트에 머물렀다. 2016년 9월 2일 영국 축음기 협회에 의해 20만 대 100만 대 출하를 의미하는 플래티넘 4배 인증을 받았다.
독일에서는 114주(2년 이상) 동안 미디어 컨트롤 차트에 머물며 75만 장 이상 판매되며 3배의 골드에 도달하는 등 밴드의 베스트셀러 음반이었다.

## 곡 목록
모든 곡들은 플리, 존 프루시안테, 앤서니 키디스, 채드 스미스에 의해 작사/작곡하였다.
| #   | 제목                  | 재생 시간 |
| --- | --------------------- | --------- |
| 1.  | 〈Around the World〉  | 3:58      |
| 2.  | 〈Parallel Universe〉 | 4:30      |
| 3.  | 〈Scar Tissue〉       | 3:37      |
| 4.  | 〈Otherside〉         | 4:15      |
| 5.  | 〈Get on Top〉        | 3:18      |
| 6.  | 〈Californication〉   | 5:21      |
| 7.  | 〈Easily〉            | 3:51      |
| 8.  | 〈Porcelain〉         | 2:43      |
| 9.  | 〈Emit Remmus〉       | 4:00      |
| 10. | 〈I Like Dirt〉       | 2:37      |
| 11. | 〈This Velvet Glove〉 | 3:45      |
| 12. | 〈Savior〉            | 4:52      |
| 13. | 〈Purple Stain〉      | 4:13      |
| 14. | 〈Right on Time〉     | 1:52      |
| 15. | 〈Road Trippin'〉     | 3:25      |

## 인증
| 국가                                                  | 인증        | 판매량/출하량 |
| ----------------------------------------------------- | ----------- | ------------- |
| 아르헨티나 (CAPIF)                                    | 2× 플래티넘 | 120,000^      |
| 오스트레일리아 (ARIA)                                 | 8× 플래티넘 | 560,000^      |
| 오스트리아 (IFPI 오스트리아)                          | 2× 플래티넘 | 100,000*      |
| 벨기에 (BEA)                                          | 플래티넘    | 50,000*       |
| 브라질 (Pro-Música Brasil)                            | 2× 플래티넘 | 500,000*      |
| 캐나다 (뮤직 캐나다)                                  | 6× 플래티넘 | 600,000^      |
| 핀란드 (Musiikkituottajat)                            | 플래티넘    | 62,365        |
| 프랑스 (SNEP)                                         | 2× 골드     | 458,500*      |
| 독일 (BVMI)                                           | 3× 골드     | 750,000^      |
| 이탈리아 (FIMI)                                       | 플래티넘    | 50,000*       |
| 일본 (RIAJ)                                           | 플래티넘    | 200,000^      |
| 폴란드 (ZPAV)                                         | 플래티넘    | 0*            |
| 멕시코 (AMPROFON)                                     | 플래티넘    | 150,000^      |
| 네덜란드 (NVPI)                                       | 2× 플래티넘 | 200,000^      |
| 뉴질랜드 (RMNZ)                                       | 8× 플래티넘 | 120,000^      |
| 노르웨이 (IFPI 노르웨이)                              | 골드        | 25,000*       |
| 스페인 (PROMUSICAE)                                   | 플래티넘    | 100,000^      |
| 스웨덴 (GLF)                                          | 2× 플래티넘 | 160,000^      |
| 스위스 (IFPI 스위스)                                  | 2× 플래티넘 | 100,000^      |
| 영국 (BPI)                                            | 4× 플래티넘 | 1,200,000^    |
| 미국 (RIAA)                                           | 6× 플래티넘 | 6,000,000^    |
| 요약                                                  |             |               |
| 유럽 (IFPI)                                           | 4× 플래티넘 | 4,500,000     |
| *판매량을 기반으로 한 인증 ^출하량을 기반으로 한 인증 |             |               |